# Copa de Portugal 1939-40
La copa de Portugal 1939-40 fue la segunda temporada de la copa de Portugal, torneo nacional organizado por la Federación Portuguesa de Fútbol (FPF). En sus inicios fue una de las competiciones más relevantes en Portugal.  A diferencia de otros torneos, la copa de Portugal agrupa a clubes de diferentes categorías, desde la primera hasta la segunda y tercera y otros regionales.
La final se jugó el 7 de julio de 1940 entre Sport Lisboa e Benfica y Clube de Futebol Os Belenenses. El campeón del certamen fue el Sporting CP, después de haber ganado 3-1 al Belenenses, en el estadio do Lumiar.

## Equipos participantes
Todos los equipos:
| - Associação Académica de Coimbra - Académico Futebol Clube - Futebol Clube Barreirense - Clube de Futebol Os Belenenses - Sport Lisboa e Benfica - Carcavelinhos Football Club - Leixões Sport Club - Futebol Clube do Porto | - Sporting Clube de Portugal - Vitória Futebol Clube - Casa Pia Atlético Clube - Boavista Futebol Clube - Sporting Clube Farense - Sporting Clube da Covilhã - Clube Sport Marítimo |

## Rondas eliminatorias

### Primera ronda
| Equipo 1              | Agr. | Equipo 2             | Ida  | Vuelta |
| --------------------- | ---- | -------------------- | ---- | ------ |
| Belenenses            | 13–0 | Sporting da Covilhã  | 7–0  | 6–0    |
| Benfica               | 11–1 | Casa Pia             | 9–0  | 2–1    |
| Boavista              | 6–5  | Académica de Coimbra | 1–5  | 5–0    |
| Barreirense           | 4–1  | Académico do Porto   | 1–0  | 3–1    |
| Carcavelinhos         | 6–5  | Vitória de Setúbal   | 1–5  | 5–0    |
| Porto                 | 22–4 | Leixões              | 12–1 | 10–3   |
| Sporting CP           | 15–0 | Farense              | 6–0  | 9–0    |
| Estadísticas finales. |      |                      |      |        |

### Cuartos de final
| Equipo 1              | Agr. | Equipo 2      | Ida | Vuelta |
| --------------------- | ---- | ------------- | --- | ------ |
| Belenenses            | 5–4  | Sporting CP   | 4–1 | 1–3    |
| Benfica               | 8–2  | Carcavelinhos | 6–1 | 2–1    |
| Barreirense           | 8–2  | Marítimo      | 3–2 | 5–0    |
| Porto                 | 13–0 | Boavista      | 7–0 | 6–0    |
| Estadísticas finales. |      |               |     |        |

### Semifinal
| Equipo 1              | Agr. | Equipo 2    | Ida | Vuelta |
| --------------------- | ---- | ----------- | --- | ------ |
| Belenenses            | 5–5  | Porto       | 1–1 | 4–4    |
| Benfica               | 7–3  | Barreirense | 5–2 | 2–1    |
| Estadísticas finales. |      |             |     |        |

### Final
| 7 de julio de 1940 | Sport Lisboa e Benfica | 3 - 1   | Clube de Futebol Os Belenenses                   | Estadio do Lumiar, Lisboa     |                               |
|                    | Correia 78'            | Reporte | Rodrigues 15' - Valadas 34' - Espírito Santo 65' | Árbitro(s): António Palhinhas | Árbitro(s): António Palhinhas |